# Námořnictvo Rovníkové Guiney
Námořnictvo Rovníkové Guiney je součástí ozbrojených sil státu Rovníková Guinea. Patří k malým námořnictvům a k roku 2008 ho tvořily pouze dva hlídkové čluny a 115 osob. Díky ekonomickému růstu země v posledních letech prochází její námořnictvo obdobím výrazné expanze. Námořnictvo získalo řadu nových plavidel a personálně posílilo na 200 osob. Stalo se druhým nejsilnějším námořnictvem po Nigérii ze zemí centrální Afriky.
Mezi hlavní cíle námořnictva patří protipirátské operace v Guinejském zálivu a ochrana zařízení pro těžbu ropy a zemního plynu. Hlavní základny námořnictva jsou Malabo a Bata.

## Historie
Rovníková Guinea získala nezávislost roku 1968. Několik následujících dekád bylo její námořnictvo velmi slabé a čítalo jen několik plavidel k hlídkování. Nejprve získalo jeden torpédový člun sovětského Projektu 183 a strážní člun typu Poluchat. Oba již byly vyřazeny. V roce 1986 byl v Nigérii zakoupen hlídkový člun Rio Wele a roku 1988 řady námořnictva rozšířil v USA zakoupený hlídkový člun Isla de Bioko. Tato plavidla tvořila jedinou výzbroj námořnictva až po počátku nového tisíciletí.
Objev bohatých ložisek nerostů v šelfu Rovníkové Guineje podpořil ekonomický růst této země a umožnil výrazný rozvoj jejího námořnictva. Z Izraele byly roku 2005 dodány dva hlídkové čluny třídy Shaldag Mk.II a v roce 2011 dva hlídkové čluny třídy Kié-Ntem (typ OPV 62 založený na trupech raketových člunů třídy Sa'ar 4.5). ČLR dodala roku 2009 výsadkovou loď Salamandra typu roll-on/roll-off o délce přes 91 metrů.
Z Bulharska byly získány fregata Wele Nzas, korveta Bata a dvě hlídkové lodě PV50. Konstrukce těchto čtyř plavidel byla navržena ukrajinskou konstrukční kanceláří Issledovatělsko-projektnyj centr korablesroje se sídlem v Nikolajevu, přičemž plavidla prodávala nastrčená britsko-ukrajinsko-turecká společnost Fast Naval Craft Supplies. Objednané válečné lodě pak byly postaveny bulharskou loděnicí MTG Dolpfin ve Varně jako civilní plavidla s falešnými jmény, určením i odběrateli a dokončeny až v přístavu Malabo v Rovníkové Guineji. Například fregata Wele Nzas tak byla postavena jako záchranné plavidlo Savior.

## Složení

### Fregaty
- Wele Nzas (F073) (ex Savior, vlajková loď)

### Korvety
- Bata (OPV-88) (ex Reklama)

### Hlídkové čluny
- Třída Shaldag Mk.II
  - Isla de Corisco[6]
  - Isla de Annobon[6]

- Třída Kié-Ntem (OPV 62)
  - Kié-Ntem
  - Litoral

- 2× PV50

### Výsadková plavidla
- Osa (ex Salamandra) – výsadková loď kategorie roll-on/roll-off